# Гимнастика на Европейских играх 2015
На Европейских играх 2015, проходивших в столице Азербайджана городе Баку, состоялись соревнования по пяти видам гимнастических дисциплин:
- Спортивная акробатика
- Аэробика
- Спортивная гимнастика
- Художественная гимнастика
- Прыжки на батуте